# Complexe solaire de Pirapora
Le complexe solaire de Pirapora est un parc solaire situé dans la municipalité brésilienne de Pirapora, dans le Minas Gerais. Avec une capacité installée par EDF Renouvelables de 321 MW, il s'agit de la plus grande centrale solaire d'Amérique latine.

## Capacité énergétique
Situé dans une zone équivalente à 1 500 terrains de football, le complexe solaire est composé de 11 centrales, d'une capacité totale installée de 321 MW, profitant de la forte incidence du rayonnement solaire dans la région, sur les rives du fleuve São Francisco.
La mise en œuvre du projet, d'un investissement total estimé à plus de 2 milliards de reals brésiliens, est opérée par la société française EDF Renouvelables, depuis septembre 2017. En pleine exploitation, à la fin du premier semestre 2018, le complexe a atteint une capacité de 400 mV, qui peut alimenter en énergie 420 000 foyers par an.

## Propriété
EDF Renouvelables détenait 80% du parc photovoltaïque de Pirapora, les 20% restants appartenant à Canadian Solar, l'un des leaders du secteur et responsable de la fabrication des quelque 1,2 million de panneaux photovoltaïques du complexe, fabriqués dans l'état de São Paulo. La fabrication nationale était la condition essentielle pour que Pirapora devienne également la première usine de ce type à pouvoir bénéficier d'un prêt de la Banco Nacional de Desenvolvimento Econômico e Social.
En août 2018, Omega Geração SA a annoncé son entrée dans le secteur de l'énergie solaire, avec l'acquisition d'une participation de 50 % dans le complexe photovoltaïque de Pirapora. L'achat portait sur une valeur de 1,1 milliard de reals, avec environ 40% de la transaction payée par l'entreprise et le reste impliquant la prise en charge des dettes à long terme de l'usine. Le nouvel accord pour la centrale de Pirapora a été conclu avec le français EDF Renouvelables, à qui Omega a acheté une participation de 30 %, et Canadian Solar, qui a vendu sa participation de 20 %,.